# A Diósgyőri VTK 2016–2017-es szezonja
Ez a szócikk a Diósgyőri VTK 2016–2017-es szezonjáról szól, mely sorozatban a 6., összességében pedig az 54. idénye a csapatnak a magyar első osztályban. A klub fennállásának ekkor volt a 106. évfordulója. A szezon 2016. július 17-én kezdődött, és 2017. május 27-én ért véget.

## OTP Bank Liga

### Első kör
| 1. forduló 2016. július 17. 18:00 |

| Videoton FC                                  | 1 – 2               | Diósgyőri VTK                                                        |
| -------------------------------------------- | ------------------- | -------------------------------------------------------------------- |
| Feczesin 2' Suljić 42' Juhász 62' Pátkai 74' | (1 – 2) Jegyzőkönyv | Bognár 17' Bognár 39' Ternován 43' Nikház 56' Lázár 80′ Dausvili 82' |

| Pancho Aréna, Felcsút Nézőszám: 2 069 Játékvezető: Andó-Szabó Sándor (magyar) |

| 2. forduló 2016. július 23., szombat 18.00 (tv: M4 Sport) |

| Diósgyőri VTK                                                                               | 2 – 1               | Újpest FC                               |
| ------------------------------------------------------------------------------------------- | ------------------- | --------------------------------------- |
| Oláh 52' (1–1) Bognár 54' (2–1) Tamás 11' Oláh 14' Antal 27' Okuka 28' Elek 49' Nikházi 56' | (0 – 1) Jegyzőkönyv | 28' (0–1) Andrić 11' Mohl 50' Pávkovics |

| DVTK-stadion, Miskolc Nézőszám: 6381 Játékvezető: Vad II. István (magyar) Asszisztensek: Tóth II. Vencel és Viszokai László |

| 3. forduló 2016. július 30. 20:30 |

| Ferencvárosi TC                                                                               | 6 – 2               | Diósgyőri VTK                                   |
| --------------------------------------------------------------------------------------------- | ------------------- | ----------------------------------------------- |
| Trinks 33' Leandro 51' Djuricin 63' Dilaver 67' Gera 84' 24' Djuricin 86' Nagy 29' Šesták 90' | (1 – 0) Jegyzőkönyv | Vela 78' Tamás 90' Elek 19' Okuka 23' Bacsa 85' |

| Groupama Aréna, Budapest Nézőszám: 6 736 Játékvezető: Solymosi Péter (magyar) |

| 4. forduló 2016. augusztus 6., szombat 18.00 |

| Diósgyőri VTK            | 0 – 2               | Budapest Honvéd FC                         |
| ------------------------ | ------------------- | ------------------------------------------ |
| Lipták 47' José Nono 92' | (0 – 2) Jegyzőkönyv | Eppel 3' Eppel 45+1' Koszta 93' Gazdag 64' |

| DVTK-stadion, Miskolc Nézőszám: 3797 Játékvezető: Szabó Zsolt (magyar) Asszisztensek: Tóth II Vencel és Horváth Róbert |

| 5. forduló 2016. augusztus 13. 18:00 |

| Swietelsky Haladás                                  | 3 – 1               | Diósgyőri VTK                                        |
| --------------------------------------------------- | ------------------- | ---------------------------------------------------- |
| Williams 3' Németh 20' Rácz 42' Rácz 55' Iszlai 94' | (3 – 0) Jegyzőkönyv | Lipták 74' Villar 34' Lázár 34' Nikházi 54' Kitl 62' |

| Soproni Városi Stadion, Sopron Nézőszám: 1 768 Játékvezető: Berke Balázs (magyar) |

| 6. forduló 2016. augusztus 17. szerda 19:00 |

| Paksi FC                       | 2 – 1               | Diósgyőri VTK                                 |
| ------------------------------ | ------------------- | --------------------------------------------- |
| Bartha 81' Bertus 90' Hahn 12' | (0 – 0) Jegyzőkönyv | Nikházi 64' Nemes 43' Griffiths 83' Lázár 88' |

| Fehérvári úti stadion, Paks Nézőszám: 1267 Játékvezető: Iványi Zoltán (magyar) |

| 7. forduló 2016. augusztus 21. 18:00 |

| Diósgyőri VTK                | 1 – 1               | Vasas SC               |
| ---------------------------- | ------------------- | ---------------------- |
| Bacsa 35' Elek 67' Lázár 92' | (1 – 1) Jegyzőkönyv | Ádám 37' Szivacski 61' |

| DVTK-stadion, Miskolc Nézőszám: 2873 Játékvezető: Erdős József (magyar) |

| 8. forduló 2016. szeptember 10. szombat 18:00 |

| Gyirmót FC Győr        | 1 – 0               | Diósgyőri VTK |
| ---------------------- | ------------------- | ------------- |
| Sallói 74' Bojović 66' | (0 – 0) Jegyzőkönyv |               |

| Alcufer stadion, Győr Nézőszám: 1400 Játékvezető: Andó-Szabó Sándor (magyar) |

| 9. forduló 2016. szeptember 17. szombat 18:00 |

| Diósgyőri VTK                                 | 1 – 1               | Mezőkövesd-Zsóry                                                     |
| --------------------------------------------- | ------------------- | -------------------------------------------------------------------- |
| Novothny 68' Vela 15' Dausvili 31' Németh 89' | (0 – 1) Jegyzőkönyv | Egerszegi 26' Sós 38' Stipe 75' Mevoungou 79' Dombó 90' Střeštík 98' |

| DVTK-stadion, Miskolc Nézőszám: 2950 Játékvezető: Bognár Tamás (magyar) |

| 10. forduló 2016. szeptember 21. szerda 19:00 |

| MTK Budapest FC   | 1 – 0               | Diósgyőri VTK |
| ----------------- | ------------------- | ------------- |
| Poór 33' Vass 51' | (1 – 0) Jegyzőkönyv | Lipták 30'    |

| Dunaferr Aréna, Dunaújváros Nézőszám: 408 Játékvezető: Pintér Csaba (magyar) |

| 11. forduló 2016. szeptember 24., szombat 18:00 (tv: M4 Sport) |

| Diósgyőri VTK                                      | 1 – 3               | Debreceni VSC                                                                               |
| -------------------------------------------------- | ------------------- | ------------------------------------------------------------------------------------------- |
| Novothny (1–2) 57' 59' Dausvili 59' Tamás 86′, 87′ | (0 – 2) Jegyzőkönyv | 27' (0–1) Holman 37' (0–2) Szakály 87' (1–3) Tőzsér 19′, 59′ Brkovics 55' Könyves 75' Bobko |

| DVTK-stadion, Diósgyőr Nézőszám: 4 654 Játékvezető: Andó-Szabó Sándor (magyar) Asszisztensek: Erős Gábor és Szalai Balázs |

### Második kör
| 12. forduló 2016. október 15., szombat 18:00 |

| Diósgyőri VTK                                            | 2 – 0               | Videoton FC                                |
| -------------------------------------------------------- | ------------------- | ------------------------------------------ |
| Novothny (1–0) 73' Elek (2–0) 79' Lipták 77' Nikházi 79' | (0 – 0) Jegyzőkönyv | 37' Lazovics 73' Juhász 77' Nego 87' Varga |

| DVTK-stadion, Miskolc Nézőszám: 2 472 Játékvezető: Kassai Viktor (magyar) |

| 13. forduló 2016. október 22., szombat 18.00 |

| Újpest FC                                                                 | 4 – 4               | Diósgyőri VTK                                                                                  |
| ------------------------------------------------------------------------- | ------------------- | ---------------------------------------------------------------------------------------------- |
| Lázok 57' (1–1) 22' Cseke (2–1) 37' • (4–3) 88' Bardhi (3–3) 85' Mohl 69' | (2 – 1) Jegyzőkönyv | 3' (0–1) 58' Vela 52' (2–2) Bognár 75' (2–3) Lipták 90+2' (4–4) Jagodinskis 34' Nono 81' Lázár |

| Szusza Ferenc Stadion, Budapest Nézőszám: 2 000 Játékvezető: Pintér Csaba (magyar) Asszisztensek: Viszokai László, Lémon Oszkár |

Újpest FC: Banai — Balázs, Kecskés, Heris, Mohl — Windecker, Balogh  — Bardhi (Andrics  86'), Cseke, Diarra (Nagy G.  69') – Lázok (Angelov  69') · Fel nem használt cserék: Kovács Z. (kapus), Perovics, Tóth, Pávkovics 
Élvezetes, fordulatokban bővelkedő, izgalmas mérkőzést láthattak a nézők Angyalföldön, ahol a vendégcsapat nagyon korán meglepte az Újpestet. A lila-fehérek azonban nem estek kétségbe a 3. percben bekapott gól után, s még a félidő derekán egyenlítettek, sőt bő negyedóra múlva fordítottak is, így előnnyel vonulhattak a szünetre. Fordulás után egy felesleges szabálytalanságot követően korán büntetőhöz jutott a Diósgyőr, amely olyannyira felbátorodott, hogy a tizenegyesből szerzett egyenlítő gól után sem az eredmény megtartására törekedett, hanem tovább támadott. Ennek az utolsó negyedóra kezdetén meglett az eredménye, akkor egy kiváló találat után ismét a vendégeknél volt az előny. Az Újpest azonban nem akart megbékélni a vereség gondolatával, nagy erőket mozgósított, s a lefújáshoz egyre közelebb kerülve, két perc alatt megfordította az állást. A DVTK-nak nagyon kevés ideje maradt, ezt a néhány percet azonban végül eredményesen töltötte: a hosszabbítás perceiben ugyanis a meccs elején csereként beállt Jagodinskis megszerezte a meccs nyolcadik, s a vendégek negyedik gólját, amelynek nyomán pontosztozkodással zárult a minden szempontból szórakoztató összecsapás. A fővárosi lila-fehérek egymás után negyedszer végeztek döntetlenre, s augusztus 17-e óta tart nyeretlenségi sorozatunk a bajnokságban.
Ahogy kollégám mondta, infarktus közeli meccset játszottunk. Az első félidőben jól reagáltunk azután, hogy az első lövésből gólt kaptunk. Fordítottunk még az első félidőben, és a második játékrészt is jól kezdtük, aztán viszont előjöttek azok a problémák, amikkel már régebb óta küzdünk: könnyű gólokat kaptunk. Hiába lövünk négyet, ha négyet is kapunk. Akadtak jó periódusaink, de az utolsó percben kapott gól miatt csalódott vagyok. Gratulálok mindkét csapatnak, mert jó iramú mérkőzést játszottunk, minden jót kívánok a DVTK-nak és edzőkollégámnak!
Infarktus, agyvérzés, szívelégtelenség – egy komplett „Vészhelyzet" lejátszódott ma bennem. Nagyon érdekes, és biztosan szórakoztató mérkőzés volt azoknak, akik nem vettek részt benne. Nagyon sok minden történt ezen a meccsen, nagyon sok pozitív, és nagyon sok negatív dolog, olyanok, amik eddig nem. A pozitívumok mentén elindulhatunk fölfelé, hiszen fordítani tudtunk, az utolsó pillanatig mentünk a győzelemért, volt tartása a csapatnak, ami nagyon fontos, hiszen korábban ez nem volt jellemző ránk. Büszke vagyok arra, hogy a csapatom föl tudott állni az utolsó pillanatban is, ezt a mérkőzést ugyanúgy megnyerhettük, mint ahogy el is veszíthettük volna. Több nem „futballmagyar" is szerepelt ma, mert azt kértem a vezetőktől, hogy a Videoton elleni sikeres mérkőzés után ne kelljen megbontanom a csapatot, különös tekintettel arra, hogy a jövő héten a Ferencváros ellen ismét többen lehetnek a pályán. Erre az egy találkozóra felmentést kaptunk.
- Az Újpest sorozatban a negyedik bajnoki mérkőzésén játszott döntetlent. A csapat immár hét forduló óta nyeretlen.
- A DVTK az eddigi szerzett góljai több mint egyharmadát, hatot az Újpest ellen érte el.
- A négy diósgyőri gólszerző közül kettő, Bognár István és Lipták Zoltán is korábban a lila-fehérek játékosa volt.
- Cseke Benjámin először szerzett két gólt egy élvonalbeli mérkőzésen.
- A lett válogatott Vitalijs Jagodinskis csereként állt be a mérkőzésen, majd az utolsó percben egyenlítő góllal tette emlékezetessé magyarországi bemutatkozását.
- A lila-fehérek mindössze kettőt nyertek meg az eddigi hét hazai találkozójukból.
- Pályaválasztóként tizenkét gólt kaptak eddig, ezekből nyolcat két mérkőzésen. A Videoton ellen három szerzett gól nem volt elég a pontszerzéshez, most négy a győzelemhez.[3]

| 14. forduló 2016. október 29., szombat 17:00 |

| Diósgyőri VTK                                                        | 2 – 3               | Ferencvárosi TC                                                               |
| -------------------------------------------------------------------- | ------------------- | ----------------------------------------------------------------------------- |
| Novothny 54' (1–2) 41' Nono (2–2) 57' Lázár 33' Nemes 89' Lipták 94' | (1 – 2) Jegyzőkönyv | 19' (0–1) Jagodinskis 30' (0–2) Busai 65' (2–3) Nalepa 55' Ramírez 72' Hajnal |

| DVTK-stadion, Miskolc Nézőszám: 8 052 Játékvezető: Szabó Zsolt (magyar) Asszisztensek: Tóth II. Vencel, Georgiou Theodos, Szalai Dániel |

| 15. forduló 2016. november 5., szombat 15:30 |

| Budapest Honvéd                                                            | 2 – 0               | Diósgyőri VTK             |
| -------------------------------------------------------------------------- | ------------------- | ------------------------- |
| Lanzafame 80' (1–0) 74' Koszta (2–0) 84' Lovrics 57' Baráth 86' Gazdag 88' | (0 – 0) Jegyzőkönyv | 72' Dausvili 81' Novothny |

| Bozsik József Stadion, Budapest Nézőszám: 1 575 Játékvezető: Kassai Viktor (magyar) Asszisztensek: Berettyán Péter és Szert Balázs |

| 16. forduló 2016. november 19., szombat 15:30 |

| Diósgyőri VTK                                            | 2 – 1               | Swietelsky Haladás                                |
| -------------------------------------------------------- | ------------------- | ------------------------------------------------- |
| Lipták (1–1) 67' Ugrai (2–1) 90+2' Elek 87' Novothny 87' | (0 – 1) Jegyzőkönyv | 13' (0–1) Gaál 63' Halmosi 73' Hegedűs 86' Iszlai |

| Nagyerdei stadion, Debrecen Nézőszám: 1 033 Játékvezető: Erdős József (magyar) Asszisztensek: Buzás Balázs és Medovarszki János |

| 17. forduló 2016. november 26., szombat 15:30 |

| Diósgyőri VTK                                       | 2 – 0               | Paksi FC               |
| --------------------------------------------------- | ------------------- | ---------------------- |
| Lipták 65' (1–0) 59' Ugrai 80' (2–0) 90+2' Elek 66' | (0 – 0) Jegyzőkönyv | 66' Gévay 90+3' Koltai |

| Városi stadion, Mezőkövesd Nézőszám: 3 325 Játékvezető: Szőts Gergely (magyar) Asszisztensek: Ring György és Szalai Balázs |

| 18. forduló 2016. december 3., szombat 15:30 |

| Vasas                                                               | 3 – 0               | Diósgyőri VTK           |
| ------------------------------------------------------------------- | ------------------- | ----------------------- |
| Németh M. (1–0) 58' Vaskó (2–0) 61' Berecz (3–0) 75' Burmeister 47' | (0 – 0) Jegyzőkönyv | 43' Lázár 63' Németh M. |

| Bozsik József Stadion, Budapest Nézőszám: 2 225 Játékvezető: Vad II. István (magyar) Asszisztensek: Erős Gábor és Kóbor Péter |

| 19. forduló 2016. december 10., szombat 15:30 |

| Diósgyőri VTK                                                             | 1 – 0               | Gyirmót FC Győr          |
| ------------------------------------------------------------------------- | ------------------- | ------------------------ |
| Vela (1–0) 16' Bacs 63' Lipták 72' Nemes 90+1' Ugrai 90+3' Dausvili 90+3' | (1 – 0) Jegyzőkönyv | 61' Présinger 63' Sallói |

| Városi stadion, Mezőkövesd Nézőszám: 1 569 Játékvezető: Farkas Ádám (magyar) Asszisztensek: Kelemen Attila és Varga Gábor |

| 20. forduló 2017. február 18., szombat 15:30 |

| Mezőkövesd Zsóry FC                                                            | 3 – 0               | Diósgyőri VTK                  |
| ------------------------------------------------------------------------------ | ------------------- | ------------------------------ |
| Balogh (1–0) 37' Bacselics-Grgics 77' (2–0) 59' Molnár (3–0) 81' Egerszegi 43' | (1 – 0) Jegyzőkönyv | 29' Busai 36′ Ugrai 85' Makrai |

| Városi stadion, Mezőkövesd Nézőszám: 3 325 Játékvezető: Vad II. István (magyar) Asszisztensek: Albert István és Berettyán Péter |

| 21. forduló 2017. február 25., szombat 15:30 |

| Diósgyőri VTK                                           | 2 – 3               | MTK Budapest FC                                                            |
| ------------------------------------------------------- | ------------------- | -------------------------------------------------------------------------- |
| Ramos (1–1) 17' Fülöp (2–1) 42' Dausvili 52' Lipták 61' | (2 – 1) Jegyzőkönyv | 6' (0–1) Gera D. 53' (2–2) Iurii 73' (2–3) 46' Kanta 68' Vadnai 90+2' Baki |

| Városi stadion, Mezőkövesd Nézőszám: 1 646 Játékvezető: Erdős József (magyar) Asszisztensek: Viszokai László és Becséri Gergely |

Diósgyőrben fontos változások történtek a Magyar Kupa-továbbjutás után, Horváth Ferenc vezetőedzőt menesztette a klub vezetősége, a következő két találkozón az egyesület korábbi játékosa, Vitelki Zoltán irányít majd. Vitelki a 2014–2015-ös idényben öt meccsen már dirigálta a csapatot, akkori mérlege négy győzelem és egy döntetlen volt. A Diósgyőr mind a két tavaszi bajnoki meccsét elveszítette, kikapott Mezőkövesden a helyi csapattól, majd ugyanott az MTK-tól, utóbbin már pályaválasztóként. Legutóbb győzött Debrecenben, de nem a Loki ellen, hanem a diósgyőri stadion bezárása utáni első „hazai” mérkőzésén, a Haladás ellen. A DVSC minden hazai mérkőzése előtt megállapítható: az elmúlt évekhez képest példátlanul gyenge az otthoni mérleg, eddigi tíz hazai mérkőzéséből csak kettőt nyert meg a csapat, szeptember 10., az Újpest elleni 2-1 óta öt mérkőzésen csupán két pontot gyűjtött, egyetlen szerzett góllal. A DVSC a legutóbbi öt bajnoki találkozóján egyetlen gólt sem ért el. A Diósgyőr 2008. november 8-án győzte le legutóbb a DVSC-t a cívisvárosban.
| 22. forduló 2017. március 4., szombat 15:30 |

| Debreceni VSC                                                            | 3 – 0               | Diósgyőri VTK |
| ------------------------------------------------------------------------ | ------------------- | ------------- |
| Osváth (1–0) 30' Ferenczi (2–0) 34' Feltscher 17' (3–0) 59' Brkovics 37' | (2 – 0) Jegyzőkönyv | 26' Eperjesi  |

| Nagyerdei stadion, Debrecen Nézőszám: 4 214 Játékvezető: Kassai Viktor (magyar) Asszisztensek: Huszár Balázs és Kóbor Péter, alapvonali: Bognár Tamás és Takács János |

Diósgyőri VTK: Rados — Eperjesi, Lipták, Jagodinskis, Lőrincz — Vela (Kitl  77'), Dausvili, Elek , Ugrai (Fülöp  55') — Szarka (Makrai  67'), Novothny · Fel nem használt cserék: Antal (kapus), Tamás, Nagy, Karan · Vezetőedző: Vitelki Zoltán (megbízott)
A találkozó elejétől a hazaiak irányították a mérkőzést, ám kevés lehetőségüket az első félórában nem tudták gólra váltani. Aztán négy perc alatt váratlanul két távoli lövésből két gólt is szerzett Loki, a vendégek kapusa, Rados mindkét találatnál nagyot hibázott. Szünet után már a diósgyőriek is többet kezdeményeztek, így élvezetes második félidőt láthatott a közönség. Gólt azonban ismét csak a hazaiak szereztek, akik teljesen megérdemelten tartották otthon a három bajnoki pontot. 
Szeretném Horváth Zsoltnak ajánlani a győzelmet, aki nagyon sokat tett a klubért, és egy nagyon jó játékos. Van olyan, hogy gyenge játékkal nyer egy csapat, van, hogy jó játékkal veszít, ezen a napon mi jó játékkal nyertünk. Az első félidő nagyon jól sikerült, az első két gól után nagy önbizalommal játszottunk. Ezúttal sikerült értékesíteni a helyzeteinket, de ami még fontosabb, könnyebben tudtunk helyzetbe kerülni, ami a győzelem kulcsa. A következő meccs nagyon fontos lesz, ha sikerülne nyerni, az nagyon nagy lökést adhatna a folytatásra. Ez csak egy győzelem volt, holnaptól tovább kell folytatnunk a kemény munkát.
Minden csapatot nehéz átvenni év közben, de a felelősséget maximálisan magamra vállalom, hiszen nem tudtam kellően felkészíteni a csapatot. Jövő héten több időnk lesz, remélem, hogy ennél sokkal jobb teljesítményt tudunk majd nyújtani. A második félidő elején a kapufáról kifelé pattant a labda, ez most egy ilyen széria, ebből csapatként kell kikászálódnunk. Sokkal nagyobb alázattal kell dolgoznunk és játszanunk a jövőben.
- A Debreceni VSC október 29. óta először nyert bajnoki mérkőzést. Hét mérkőzésből álló nyeretlenségi sorozatot szakított meg.
- A Loki szeptember 24. óta először szerzett egy mérkőzésen három gólt a bajnokságban. Az ellenfél akkor is a Diósgyőr volt.
- Leonel Pontes együttese október 22. óta nyolc mérkőzésen összesen szerzett annyi gólt, mint most 90, de valójában 30 játékperc alatt.
- Az idény korábbi részében a DVSC pályaválasztóként csak egyszer, a Gyirmót ellen ért el legalább három gólt (3. forduló, DVSC–Gyirmót 4–0).
- A Diósgyőr, a helyszíntől függetlenül, a legutóbbi hat bajnoki mérkőzését kivétel nélkül elveszítette a szomszédvár ellen. A legutóbbi három alkalommal mindig három gólt kapott.
- A Diósgyőri VTK mind a három eddigi tavaszi bajnokiját elveszítette (Mezőkövesd–DVTK 3–0, DVTK–MTK 2–3, DVSC–DVTK 3–0). Ez mind a tizenegy riválisnál rosszabb mérleg.
- A Horváth Ferencet váltó Vitelki Zoltán először szenvedett (megbízott) vezetőedzőként vereséget az NB I-ben.[6]

### Harmadik kör
| 23. forduló 2017. március 11., szombat 15:30 |

| Videoton FC                 | 2 – 0               | Diósgyőri VTK                                             |
| --------------------------- | ------------------- | --------------------------------------------------------- |
| Vinícius (1–0) 33' Nego 74' | (2 – 0) Jegyzőkönyv | 36' Jagodinskis (2–0) 10' Karan 58' Novothny 76' Szalóczy |

| Pancho Aréna, Felcsút Nézőszám: 2 455 Játékvezető: Berke Balázs (magyar) Asszisztensek: Ring György és Georgiu Teodórosz |

| 24. forduló 2017. április 1., szombat 18:00 |

| Diósgyőri VTK                                                   | 3 – 1               | Újpest FC                                             |
| --------------------------------------------------------------- | ------------------- | ----------------------------------------------------- |
| Makrai (1–0) 19' Ugrai (2–0) 32' Karan 72' (3–1) 69' Lipták 54' | (2 – 0) Jegyzőkönyv | 52' Lázok (2–1) 14' Balogh B. 41' Diarra 89' Sanković |

| Városi stadion, Mezőkövesd Nézőszám: 2 295 Játékvezető: Farkas Ádám (magyar) Asszisztensek: Szert Balázs és Varga Gábor |

| 25. forduló 2017. április 8., szombat 20:30 |

| Ferencvárosi TC                   | 1 – 1               | Diósgyőri VTK                                                      |
| --------------------------------- | ------------------- | ------------------------------------------------------------------ |
| Varga (1–1) 77' Lovrencsics 90+5' | (0 – 1) Jegyzőkönyv | 46' (0–1) Tamás 53' Novothny 57' Ugrai 90+1' Szarka 90+5' Eperjesi |

| Groupama Aréna, Budapest Nézőszám: 6 235 Játékvezető: Andó-Szabó Sándor (magyar) Asszisztensek: Georgiu Teodórosz és Szalai Balázs |

| 26. forduló 2017. április 11., szerda 18:00 |

| Diósgyőri VTK                                  | 2 – 0               | Budapest Honvéd FC          |
| ---------------------------------------------- | ------------------- | --------------------------- |
| Karan 54' (1–0) 24' Vela (2–0) 60' Busai 90+2' | (1 – 0) Jegyzőkönyv | 81' Vasziljevics 89' Baráth |

| Városi stadion, Mezőkövesd Nézőszám: 2 625 Játékvezető: Bognár Tamás (magyar) Asszisztensek: Lémon Oszkár és Takács Gábor |

| 27. forduló 2017. április 15., szombat 18:00 |

| Swietelsky Haladás                                                  | 2 – 0               | Diósgyőri VTK                            |
| ------------------------------------------------------------------- | ------------------- | ---------------------------------------- |
| Jancsó A. 54' (1–0) 27' Williams (2–0) 79' Devecseri 50' Iszlai 66' | (1 – 0) Jegyzőkönyv | 11' Makrai 52' Lipták 90' Tamás 90′ Nono |

| Városi stadion, Sopron Nézőszám: 1 743 Játékvezető: Vad II. István (magyar) Asszisztensek: Becséri Gergely és Szert Balázs |

| 28. forduló 2017. április 22., szombat 18:00 |

| Paksi FC                   | 0 – 1               | Diósgyőri VTK                |
| -------------------------- | ------------------- | ---------------------------- |
| Szabó J. 13' Lenzsér 90+4' | (0 – 1) Jegyzőkönyv | 14' (0–1) Ugrai 54' Novothny |

| Városi stadion, Paks Nézőszám: 1 000 Játékvezető: Bognár Tamás (magyar) Asszisztensek: Tóth II. Vencel és Viszokai László |

| 29. forduló 2017. április 29., szombat 18:00 |

| Diósgyőri VTK                                             | 2 – 1               | Vasas SC                                                     |
| --------------------------------------------------------- | ------------------- | ------------------------------------------------------------ |
| Szarka 34' (1–0) 6' Makrai (2–1) 85' Karan 25' Lipták 74′ | (1 – 0) Jegyzőkönyv | 71' (1–1) 76' Burmeister 32' James 42' Vaskó 57' Risztevszki |

| Városi stadion, Mezőkövesd Nézőszám: 3 656 Játékvezető: Kassai Viktor (magyar) Asszisztensek: Albert István és Buzás Balázs |

| 30. forduló 2017. május 6., szombat 18:00 |

| Gyirmót FC Győr                    | 1 – 1               | Diósgyőri VTK                          |
| ---------------------------------- | ------------------- | -------------------------------------- |
| Radeljics (1–1) 90+3' Simon A. 28' | (0 – 1) Jegyzőkönyv | 2' (0–1) Makrai 34' Karan 67' Novothny |

| Alcufer stadion, Gyirmót Nézőszám: 1 150 Játékvezető: Andó-Szabó Sándor (magyar) |

Diósgyőri VTK: Antal — Eperjesi, Makrai (Szabó II.  87'), Karan, Tamás — Vela, Mevoungou, Busai, Ugrai (Fülöp  70') – Novothny , Szarka (Dausvili  81') · Fel nem használt cserék: Rados (kapus), Nagy, Ternován, Tucsa · Vezetőedző: Bódog Tamás
| 32. forduló 2017. május 20., szombat 18:00 |

| MTK Budapest FC             | 0 – 0       | Diósgyőri VTK                     |
| --------------------------- | ----------- | --------------------------------- |
| Baki 30' Okuka 33' Vass 82' | Jegyzőkönyv | 53' Mevoungou 59' Karan 67' Busai |

| Hidegkuti Nándor Stadion, Budapest Nézőszám: 3 771 Játékvezető: Szabó Zsolt (magyar) Asszisztensek: Berettyán Péter és Kóbor Péter |

 Amennyiben az MTK nem nyer Pakson, mind a két csapat megőrzi élvonalbeli tagságát. Ellenkező esetben a DVTK-nak nyernie kell. A DVSC csak akkor búcsúzik, ha az MTK és a DVTK is nyer az utolsó fordulóban. A Bódog Tamás által irányított diósgyőriek hetek óta veretlenek, de a legutóbbi három fordulóban csak egy-egy pontot gyűjtöttek. Pályaválasztóként Mezőkövesden (az MTK ellenit kivéve) minden mérkőzésüket megnyerték, két hete a Mezőkövesddel Debrecenben játszottak döntetlent. A debreceniek edzőt váltottak az utolsó forduló előtt, Leonel Pontes helyére a korábbi sikeredző, Herczeg András került. A Lokit hajdanán a BL-főtáblán is irányító szakember a mostani idényben egyszer már „beugrott”, Kondás Elemér menesztése után két találkozón hat pontot szerzett a csapattal (3. forduló: DVSC–Gyirmót 4–0 és 4. forduló: Mezőkövesd–DVSC 0–1). Ősszel nyert már a DVSC-vel Mezőkövesden, igaz, nem a DVTK, hanem a „főbérlő” ellen. Nincs könnyű helyzetben: a hétszeres bajnok 2016. november 19. óta a hét idegenbeli bajnokijából mindössze kettőn tudott pontot szerezni, mindkétszer a fővárosban (24. forduló: Vasas–DVSC 2–3 és 31. forduló: Ferencváros–DVSC 0–0).
Amikor játékos voltam, sokszor megadatott nekem az a szituáció, hogy a kiesés ellen küzdjek vagy pedig a feljutásért. Akkor csúcsosodik ki minden, ott van a kezedben a saját sorsod, mindent megtehetsz érte, utána a szurkolókkal együtt lehet ünnepelni.
Sokan felvetették, hogy az embernek korábban voltak eredményei, és ilyenkor nem félti-e a presztízsét az edző. Azokat az eredményeket már nem tudják elvenni tőlem, most pedig nem az egyéni érdekek a fontosak, hanem a csapat érdekei. Az a fontos, hogy a Loki továbbra is az NB I-ben szerepeljen.
Az év legfontosabb mérkőzése jön. Gyerekkoromban nyilván nem arról álmodoztam, milyen jó lenne kiesési rangadót játszani, de az ilyen hangulatú mérkőzések, amikor már hétfőn elfogy minden jegy, jelzik nekünk, hogy a nézők mellettünk állnak, ezek azok a mérkőzések, amikor futballistának érezheted magad.
Egyébként is egy rangadó ez a párharc, főként, ha ilyen célokért kell megküzdenie két ilyen nagy múltú klubnak, Gondolom, hogy a diósgyőriek is sajnálják ezt a helyzetet, de most itt nincs helye barátságnak. Mi azért leszünk a pályán, hogy a DVSC jövőre is az NB I-ben játsszon.
| 33. forduló 2017. május 27., szombat 19:00 |

| Diósgyőri VTK     | 1 – 3               | Debreceni VSC                                                                                   |
| ----------------- | ------------------- | ----------------------------------------------------------------------------------------------- |
| Ugrai (1–3) 90+2' | (0 – 2) Jegyzőkönyv | 9' (0–1) Jovanovics 45+3' (0–2) Szatmári 82' (0–3) Könyves 48' Filip 54' Mészáros N. 72' Holman |

| Városi stadion, Mezőkövesd Nézőszám: 4 014 Játékvezető: Erdős József (magyar) Asszisztensek: Albert István és Becséri Gergely |

- Diósgyőri VTK: Rados — Eperjesi, Karan, Tamás — Vela, Dausvili, Busai (Fülöp  85'), Nono (Ternován  73') — Makrai (Ugrai  szünetben), Szarka, Novothny   Fel nem használt cserék: Bukrán (kapus), Jagodinskis, Nagy T., Tucsa · Vezetőedző: Bódog Tamás

Radoš hibájából a Debrecen gyorsan vezetést szerzett, a 9. percben Könyves a 16-os terület bal sarkáról laposan lőtt kapura, a labdát Rados vetődve kivédte, a játékszer Jovanovics elé pattant, aki egyből, kapásból magasan belőtte a még fekvő kapus fölött (0–1). Ez megalapozta a találkozót, hiszen így még inkább támadnia kellett a Diósgyőrnek. A miskolciak mentek is előre, de képtelenek voltak komolyabb helyzetet kialakítani. A félidő végén, már a hosszabbítás harmadik percében rendkívül nehéz helyzetbe került a DVTK, hiszen Tőzsér szabadrúgása után a 10 perccel korábban csereként pályára lépő Szatmári 6 méterről a hazaiak elvetődő kapusa mellett a hálóba fejelt (0–2). A fordulást követően a Debrecen a kontrákra rendezkedett be, a Diósgyőr megpróbálta folyamatos nyomás alatt tartani riválisát, amely gyors ellenakciókból dönthette volna el végleg a három pont sorsát. A 71. percben az első gólt szerző Jovanovics egy ilyen támadás végén a kapufát találta el. Az összecsapás végül a 82. percben dőlt el, amikor Jovanovics szélről beadott lövésére Könyves érkezett remekül és a kapu jobb oldalába vágta be a játékszert (0–3). A 92. percben megszületett a hazaiak szépítő gólja: a 16-os vonaláról Ugrai tolt egyet a labdán, majd jobb lábbal magasan a kapu bal oldalába lőtte, Danilovics vetődve sem tudott hárítani (1–3). A Diósgyőr bár kikapott, így is élvonalbeli csapat maradt, mivel az MTK csak döntetlent tudott játszani a Paks vendégeként.
Nagy köszönet a Paksnak és Csertői Aurélnak, mert ha ők nincsenek, ez a történet nem jöhetett volna létre. Kikaptunk 3-1-re, de a csapatnak nem tudtok szemrehányást tenni, mert uraltuk a meccset, a helyzeteink megvoltak, a játékososok hozzáállása rendben volt. És, ha most kiesés van… Szerencsénk volt. De, ha ez elmúlt 2,5 hónapot nézzük, rászolgáltunk a bennmaradásra. Azért kell dolgozni, hogy ilyen izgalmak ne legyenek, vagy másfajta izgalmak legyenek, holnaptól azon vagyunk, hogy egy ütőképes csapatot alakítsunk ki. Lehet, hogy elfogult vagyok, de úgy érzem, hogy az első félidőben a Debrecen rúgott két helyzetből két gólt, mi tízből nullát. A gyilkos ösztön hiányzott, akartak a játékosok, de be kell rúgni az ilyen helyzeteket. 0-2-nél arra gondoltam, hogy ha a 11-est megadják, akkor visszajöhetünk a meccsbe, de 0-3-nál már semmire nem gondoltam. A szurkolók előtt le kalappal, köszönjük az egész éves támogatást, hogy ott vannak a csapat mögött, ezért is jöttem ehhez a klubhoz, mert érdemes itt labdarúgást csinálni, olyat, amivel nem a kiesés elkerüléséért fogunk küzdeni jövőre.
Az első foglalkozáson, amikor hétfő munkához láttunk, nagyon maga alatt volt társaság, a Honvéd elleni vereség megviselte a játékosokat, próbáltunk lelket verni beléjük, igyekeztünk a fejeket tisztán tartani, a mérkőzés szituációkat gyakorolni. A DVTK jó csapat, agresszív, támadó stílusban játszik, próbáltunk készülni ellenük, az volt a terv, hogy fegyelmezett, zárt védekezésből, gyors támadásokat indítsunk, hiszen a hazaiaknak jönniük kell, de nem akartunk lemondani a támadások vezetéséről, mert az öngyilkosság lett volna. Ezt mutatja a támadószellemű középpályánk, illetve, hogy Könyves nagyon jól megoldotta elől a feladatát, és jól tartotta meg a labdát, ha kellett. Ennek ellenére volt olyan időszaka a meccsnek, amikor a Diósgyőr beszorított minket, nem szerettük volna, de van ilyen. A második félidőben még nagyobb nyomás alá helyezett minket a DVTK, de a kontráink veszélyesek voltak, és eredményesek is. A játékosoknak gratulálok, forró hangulatú meccs volt, a pályán lévők tudták, hogy itt harcolni kell, csúszni, mászni. A fejekre is szükség volt, a csapat nagyszerűen megcsinálta, nagyon boldogok vagyunk, hogy sikerült bennmaradni. Debrecenhez a Loki hozzátartozik, a város megérdemli, hogy NB I-es csapata legyen, nagyon nagyon boldogok vagyunk, hogy ezt sikerült elérni.

## Keret

### Kölcsönadott játékosok
| # |     | Poszt | Név                                   |
| - | --- | ----- | ------------------------------------- |
|   | HUN | V     | Csicsvári Milán (a Cigánd csapatához) |

## A bajnokság végeredménye
| #   | Csapat                  | M  | GY | D  | V  | G+ – G– | GK  | P  | Megjegyzések                    |
| --- | ----------------------- | -- | -- | -- | -- | ------- | --- | -- | ------------------------------- |
| 1.  | Budapest Honvéd (B) (I) | 33 | 20 | 5  | 8  | 55–30   | +25 | 65 | Bajnokok Ligája 2. selejtezőkör |
| 2.  | Videoton FC (I)         | 33 | 18 | 8  | 7  | 65–27   | +38 | 62 | Európa Liga 1. selejtezőkör     |
| 3.  | Vasas SC (I)            | 33 | 15 | 7  | 11 | 46–40   | +6  | 52 | Európa Liga 1. selejtezőkör     |
| 4.  | Ferencvárosi TC (I)     | 33 | 14 | 10 | 9  | 54–44   | +10 | 52 | Európa Liga 1. selejtezőkör     |
| 5.  | Paksi FC                | 33 | 11 | 12 | 10 | 41–37   | +4  | 45 |                                 |
| 6.  | Swietelsky Haladás      | 33 | 12 | 7  | 14 | 42–46   | −4  | 43 |                                 |
| 7.  | Újpest FC               | 32 | 10 | 12 | 10 | 47–53   | −6  | 42 |                                 |
| 8.  | Debreceni VSC           | 33 | 11 | 8  | 14 | 41–45   | −4  | 41 |                                 |
| 9.  | Mezőkövesd Zsóry FC Ú   | 33 | 10 | 10 | 13 | 39–54   | −15 | 40 |                                 |
| 10. | Diósgyőri VTK           | 33 | 10 | 7  | 16 | 38–58   | −20 | 37 |                                 |
| 11. | MTK Budapest (K)        | 33 | 8  | 13 | 12 | 26–36   | −10 | 37 | NB II                           |
| 12. | Gyirmót FC Győr Ú (K)   | 33 | 5  | 9  | 19 | 23–51   | −28 | 24 | NB II                           |

Utolsó frissítés: 2017. május 27. 
Forrás: mlsz.hu - tabella 
A rangsorolás alapszabályai: 1. összpontszám; 2. a bajnokságban elért több győzelem; 3. a bajnoki mérkőzések gólkülönbsége; 4. a bajnoki mérkőzéseken rúgott több gól; 5. az egymás ellen játszott bajnoki mérkőzések pontkülönbsége; 6. az egymás ellen játszott bajnoki mérkőzések gólkülönbsége; 7. az egymás ellen játszott bajnoki mérkőzéseken az idegenben lőtt több gól; 8. a bajnokság fair play értékelésében elért jobb helyezés; 9. sorsolás.
(B): Bajnokcsapat, (K): Kieső csapat, (F): Feljutó csapat, (I): Kupainduló, (R): A rájátszás győztese, (KGY): Kupagyőztes

A Budapest Honvéd, mint a bajnokság győztese, a Bajnokok Ligája 2. selejtezőkörének, a Videoton FC, mint a bajnokság ezüstérmese, míg a Vasas SC, mint a bajnokság bronzérmese, valamint a Ferencvárosi TC, mint a Magyar Kupa győztese, az Európa Liga 1. selejtezőkörének résztvevője.

## Összesített statisztika
A felkészülési mérkőzéseket nem vettük figyelembe.
| Lejátszott mérkőzés           | 13 (12 OTP Bank Liga, 1 Magyar kupa) |
| Győzelem                      | 4 (5 OTP Bank Liga, 1 Magyar kupa) |
| Döntetlen                     | 2 (2 OTP Bank Liga, 0 Magyar kupa) |
| Vereség                       | 7 (7 OTP Bank Liga, 0 Magyar kupa) |
| Szerzett gól                  | 15 (13 OTP Bank Liga, 2 Magyar kupa) |
| Kapott gól                    | 24 (23 OTP Bank Liga, 1 Magyar kupa) |
| Gólkülönbség                  | +9 |
| Sárga lap                     | 32 (32 OTP Bank Liga, 0 Magyar kupa) |
| Kiállítás                     | 1 (1 OTP Bank Liga, 0 Magyar kupa) |
| Legnagyobb arányú győzelem    | 2–0 Videoton, otthon (2016. 10. 15., OTP Bank Liga 12. forduló) |
| Legnagyobb arányú vereség     | 6–2 Ferencváros, idegenben (2016. 07. 30., OTP Bank Liga 3. forduló) |
| Legmagasabb hazai nézőszám    | 6 381, Újpest (2016. 07. 23., OTP Bank Liga, 2. forduló) |
| Legalacsonyabb hazai nézőszám | 1267, Paks (2016. 08. 17., OTP Bank Liga, 6. forduló) |
| Góllövőlista                  | 4 gól: Novothny Soma (3 bajn., 1 kupa); 3 gól: Bognár István (3 bajn., 0 kupa) 2 gól: Nikházi Márk (1 bajn., 1 kupa) 1 gól: Lipták Zoltán (1 bajn., 0 kupa) Tamás Márk (1 bajn., 0 kupa) Elek Ákos (1 bajn., 0 kupa) Diego Vela (1 bajn., 0 kupa) Oláh Bálint (0 bajn., 1 kupa) Bacsa Patrik (0 bajn., 1 kupa) |
| Pont*                         | 13/36 (40,0%) |

* OTP Bank Liga kiírásban.

## Góllövőlista
A táblázat a felkészülési mérkőzéseken esett találatokat nem tartalmazza.
| Játékos       | Összesen | Gólok száma   | Gólok száma |
| Játékos       | Összesen | OTP Bank Liga | Magyar kupa |
| ------------- | -------- | ------------- | ----------- |
| Összesen      | 12       | 13            | 2           |
| Novothny Soma | 4        | 3             | 1           |
| Bognár István | 3        | 3             | 0           |
| Nikházi Márk  | 2        | 1             | 1           |
| Tamás Márk    | 1        | 1             | 0           |
| Lipták Zoltán | 1        | 1             | 0           |
| Elek Ákos     | 1        | 1             | 0           |
| Diego Vela    | 1        | 1             | 0           |
| Oláh Bálint   | 1        | 0             | 1           |
| Bacsa Patrik  | 1        | 0             | 1           |
| öngól         | 0        | 0             | 0           |

## Kiírások
Dőlttel a jelenleg még le nem zárult kiírásokat illetve az azokban elért helyezést jelöltük.
| Kiírás        | Statisztikák | Statisztikák | Statisztikák | Statisztikák | Statisztikák | Statisztikák | Kezdő forduló/ helyezés  | Végső forduló/ helyezés | Mérkőzések dátumai | Mérkőzések dátumai | Mérkőzések dátumai |
| Kiírás        | M            | GY           | D            | V            | LG–KG        | GK           | Kezdő forduló/ helyezés  | Végső forduló/ helyezés | Első               | Utolsó             | Következő          |
| ------------- | ------------ | ------------ | ------------ | ------------ | ------------ | ------------ | ------------------------ | ----------------------- | ------------------ | ------------------ | ------------------ |
| OTP Bank Liga | 12           | 03           | 02           | 07           | 013 – 023    | 0 –10        | 0                        | 0                       | 2016. 07. 17.      | 2017. 07. 31.      | 2017. 08. 06.      |
| Magyar kupa   | 1            | 01           | 0            | 0            | 02 – 01      | 0 +1         | 6. forduló (legjobb 128) |                         |                    |                    |                    |
| Összesen      | 13           | 04           | 02           | 07           | 015 – 024    | 0 -9         |                          |                         |                    |                    |                    |